# Ram Hamdan
Ram Hamdan (tiếng Ả Rập: رام حمدان) là một ngôi làng Syria nằm ở Maarrat Misrin Nahiyah ở huyện Idlib, Idlib. Theo Cục Thống kê Trung ương Syria (CBS), Ram Hamdan có dân số 1774 trong cuộc điều tra dân số năm 2004.